# Copa Mundial de Fútbol Playa FIFA 2005
La Copa Mundial de Fútbol Playa de FIFA 2005 fue la primera edición de la Copa Mundial de Fútbol Playa de FIFA. El torneo se desarrolló en la Playa Copacabana, Río de Janeiro, Brasil del 8 de mayo al 15 de mayo con la participación de 12 selecciones nacionales.

## Equipos participantes
| Equipos participantes | Equipos participantes | Equipos participantes | Equipos participantes |
| --------------------- | --------------------- | --------------------- | --------------------- |
| Argentina             | Australia             | Brasil                | Estados Unidos        |
| España                | Francia               | Japón                 | Portugal              |
| Sudáfrica             | Tailandia             | Ucrania               | Uruguay               |

## Fase de grupos

### Grupo A
| Nación    | J | G | E | P | GF | GC | GD  | Pts. |
| --------- | - | - | - | - | -- | -- | --- | ---- |
| Brasil    | 2 | 2 | 0 | 0 | 13 | 3  | +10 | 6    |
| España    | 2 | 1 | 0 | 1 | 5  | 5  | 0   | 3    |
| Tailandia | 2 | 0 | 0 | 2 | 3  | 13 | −10 | 0    |

| 8 de mayo de 2005 | Brasil                                                                                         | 9–2     | Tailandia                                  | Copacabana Beach,                |                                  |
|                   | Junior Negão 2' · Nenem 10' 16' 20' · Bruno 11' 32' · Betinho 13' · Benjamin 25' · Juninho 31' | Reporte | 26' Pongsak Khongkeaw · 31' Sanae Langkeaw | Árbitro(s): Carlos Manuel Robles | Árbitro(s): Carlos Manuel Robles |

| 9 de mayo de 2005 | Tailandia           | 1–4     | España                       | Copacabana Beach,          |                            |
|                   | Anupong Polasak 28' | Reporte | 16' 28' Amarelle · 32' David | Árbitro(s): Pedro Infantes | Árbitro(s): Pedro Infantes |

| 10 de mayo de 2005 | Brasil                                                  | 4–1     | España      | Copacabana Beach,             |                               |
|                    | Benjamin 4' · Junior Negão 5' · Nenem 15' · Juninho 34' | Reporte | 2' Amarelle | Árbitro(s): Jose Luis Da Rosa | Árbitro(s): Jose Luis Da Rosa |

### Grupo B
| Nación         | J | G | E | P | GF | GC | GD  | Pts. |
| -------------- | - | - | - | - | -- | -- | --- | ---- |
| Portugal       | 2 | 2 | 0 | 0 | 13 | 3  | +10 | 6    |
| Japón          | 2 | 1 | 0 | 1 | 3  | 6  | −3  | 3    |
| Estados Unidos | 2 | 0 | 0 | 2 | 5  | 12 | −7  | 0    |

| 8 de mayo de 2005 | Portugal                     | 4–0     | Japón | Copacabana Beach,         |                           |
|                   | Alan 9' 19' · Madjer 13' 31' | Reporte |       | Árbitro(s): Antonio Buaiz | Árbitro(s): Antonio Buaiz |

| 9 de mayo de 2005 | Estados Unidos         | 2–3     | Japón                                                         | Copacabana Beach,                |                                  |
|                   | Astorga 1' · Testa 19' | Reporte | 14' Naoyuki Kuroki · 17' Masahito Toma · 29' Tadaomi Nakamura | Árbitro(s): Carlos Manuel Robles | Árbitro(s): Carlos Manuel Robles |

| 10 de mayo de 2005 | Portugal                                                                               | 9–3     | Estados Unidos                                  | Copacabana Beach,                |                                  |
|                    | Hernani 3' · Alan 6' 18' · Madjer 10' 22' 29' · Jonas 10' · Belchior 20' · Marinho 30' | Reporte | 24' Braga · 30' Astorga · 33' Francis Farberoff | Árbitro(s): Carlos Manuel Robles | Árbitro(s): Carlos Manuel Robles |

### Grupo C
| Nación    | J | G | E | P | GF | GC | GD  | Pts. |
| --------- | - | - | - | - | -- | -- | --- | ---- |
| Uruguay   | 2 | 2 | 0 | 0 | 12 | 7  | +5  | 6    |
| Ucrania   | 2 | 1 | 0 | 1 | 12 | 6  | +6  | 3    |
| Sudáfrica | 2 | 0 | 0 | 2 | 4  | 15 | −11 | 0    |

| 8 de mayo de 2005 | Uruguay                                                              | 7–3     | Sudáfrica                      | Copacabana Beach,        |                          |
|                   | Martin 1' 28' · Chueco 1' · Parrillo 9' · Fabian 13' · Ricar 27' 32' | Reporte | 1' 32' Francisco · 23' Mthembu | Árbitro(s): Joao Almeida | Árbitro(s): Joao Almeida |

| 9 de mayo de 2005 | Ucrania                                                                                           | 8–1     | Sudáfrica | Copacabana Beach,         |                           |
|                   | Ulianytskyi 7' · Varenytsya 18' 31' · Moroz 9' · Koryenyev 10' 20' · Pylypenko 13' · Bozhenko 22' | Reporte | 34' Dicks | Árbitro(s): Antonio Buaiz | Árbitro(s): Antonio Buaiz |

| 10 de mayo de 2005 | Uruguay                                    | 5–4     | Ucrania                                                      | Copacabana Beach,         |                           |
|                    | Seba 8' 29' · Ricar 13' · Parrillo 24' 32' | Reporte | 14' Varentsya · 22' Bozhenko · 26' Pylypenko · 28' Koryenyev | Árbitro(s): Marcelo Bispo | Árbitro(s): Marcelo Bispo |

### Grupo D
| Nación    | J | G | E | P | GF | GC | GD  | Pts. |
| --------- | - | - | - | - | -- | -- | --- | ---- |
| Francia   | 2 | 2 | 0 | 0 | 13 | 3  | +10 | 6    |
| Argentina | 2 | 1 | 0 | 1 | 5  | 9  | −4  | 3    |
| Australia | 2 | 0 | 0 | 2 | 2  | 8  | −6  | 0    |

| 8 de mayo de 2005 | Francia                                                   | 5–1     | Australia       | Copacabana Beach,             |                               |
|                   | Cardoso 3' 30' · Ottavy 11' · Sciortino 15' · Edouard 25' | Reporte | 16' Karavatakis | Árbitro(s): Jose Luis Da Rosa | Árbitro(s): Jose Luis Da Rosa |

| 9 de mayo de 2005 | Argentina                   | 3–1     | Australia       | Copacabana Beach,           |                             |
|                   | Hilaire 7' 28' · Acosta 14' | Reporte | 25' Buonavoglia | Árbitro(s): Alberto Moreira | Árbitro(s): Alberto Moreira |

| 10 de mayo de 2005 | Francia                                                                               | 8–2     | Argentina                  | Copacabana Beach,        |                          |
|                    | Mendy 5' · Sciortino 6' · Sansoni 11' · Ottavy 12' 32' · Samoun 17' 29' · Cardoso 24' | Reporte | 24' Petrasso · 26' Hilaire | Árbitro(s): Joao Almeida | Árbitro(s): Joao Almeida |

## Fase final

### Cuadro general
|  | Cuartos de final | Cuartos de final |               |        | Semifinales | Semifinales |       |              | Final        | Final |  |
|  |                  |                  |               |        |             |             |       |              |              |       |  |
|  |                  |                  |               |        |             |             |       |              |              |       |  |
|  | Brasil           | 9                |               |        |             |             |       |              |              |       |  |
|  | Brasil           | 9                |               |        |             |             |       |              |              |       |  |
|  | Argentina        | 3                |               |        |             |             |       |              |              |       |  |
|  | Argentina        | 3                |               | Brasil | 6 (1)       |             |       |              |              |       |  |
|  |                  |                  |               | Brasil | 6 (1)       |             |       |              |              |       |  |
|  |                  |                  | Portugal (p.) | 6 (2)  |             |             |       |              |              |       |  |
|  | Portugal         | 5                | Portugal (p.) | 6 (2)  |             |             |       |              |              |       |  |
|  | Portugal         | 5                |               |        |             |             |       |              |              |       |  |
|  | Ucrania          | 3                |               |        |             |             |       |              |              |       |  |
|  | Ucrania          | 3                |               |        |             |             |       | Francia (p.) | 3 (1)        |       |  |
|  |                  |                  |               |        |             |             |       | Francia (p.) | 3 (1)        |       |  |
|  |                  |                  | Portugal      | 3 (0)  |             |             |       |              |              |       |  |
|  | Uruguay          | 3                | Portugal      | 3 (0)  |             |             |       |              |              |       |  |
|  | Uruguay          | 3                |               |        |             |             |       |              |              |       |  |
|  | Japón            | 4                |               |        |             |             |       |              |              |       |  |
|  | Japón            | 4                |               | Japón  | 1           |             |       | Tercer lugar | Tercer lugar |       |  |
|  |                  |                  |               | Japón  | 1           |             |       | Tercer lugar | Tercer lugar |       |  |
|  |                  |                  | Francia       | 4      |             |             |       |              |              |       |  |
|  | Francia          | 7                | Francia       | 4      |             |             | Japón | 2            |              |       |  |
|  | Francia          | 7                |               |        |             |             | Japón | 2            |              |       |  |
|  | España           | 3                |               |        |             |             |       |              | Brasil       | 11    |  |
|  | España           | 3                |               |        |             |             |       |              | Brasil       | 11    |  |
|  |                  |                  |               |        |             |             |       |              |              |       |  |

### Cuartos de final
| 12 de mayo de 2005 | Francia                                                         | 7:4 | España                     | Copacabana Beach, Río de Janeiro |                               |
|                    | Valeiro 5' Mendy 7' 13' 19' Cardoso 36' Edourad 22' Cantona 28' |     | David 12' 34' Nico 24' 36' | Árbitro(s): Jose Luis Da Rosa    | Árbitro(s): Jose Luis Da Rosa |

| 12 de mayo de 2005 | Portugal                                  | 5:3 | Ucrania                             | Copacabana Beach, Río de Janeiro |                           |
|                    | Jonas 12' Belchior 14' 29' Madjer 15' 25' |     | Bozhenko 8' Pylypenko 25' Moroz 36' | Árbitro(s): Antonio Buaiz        | Árbitro(s): Antonio Buaiz |

| 12 de mayo de 2005 | Uruguay        | 3:4 | Japón                                        | Copacabana Beach, Río de Janeiro |                              |
|                    | Ricar Parrillo |     | Kawaharazuka 18' 23' Makino 18' Masahito 20' | Árbitro(s): Christian Hauben     | Árbitro(s): Christian Hauben |

| 12 de mayo de 2005 | Brasil                                                                       | 9:3 | Argentina                               | Copacabana Beach, Río de Janeiro |                                |
|                    | Romário 1' 30' 33' Nenem 7' 22' Jorginho 2' Juninho 8' Benjamín 15' Buru 35' |     | S. Hilaire 7' E. Hilaire 32' Acosta 34' | Árbitro(s): Lakhdar Benchabane   | Árbitro(s): Lakhdar Benchabane |

### Semifinales
| 14 de mayo de 2005 | Brasil                                   | 6:6 (t. s.)(1:2 p.)        | Portugal                                | Copacabana Beach, Río de Janeiro |                                  |
|                    | Benjamin 1' 16' Bruno 5' 6' 8' Nemen 22' |                            | Alan 1' Madjer 2' 8' 22' 27' Marinho 4' | Árbitro(s): Carlos Manuel Robles | Árbitro(s): Carlos Manuel Robles |
|                    |                                          | Tiros desde el punto penal |                                         |                                  |                                  |
|                    | Bruno Jorginho                           |                            | Alan Madjer                             |                                  |                                  |

| 14 de mayo de 2005 | Francia                                  | 4:1 | Japón            | Copacabana Beach, Río de Janeiro |                               |
|                    | Mendy } 4' 18' Sciortino 32' Cardoso 34' |     | Kawaharazuka 35' | Árbitro(s): Jose Luis Da Rosa    | Árbitro(s): Jose Luis Da Rosa |

### Tercer lugar
| 15 de mayo de 2005 | Japón                           | 2:11 | Brasil                                                                                              | Copacabana Beach, Río de Janeiro       |                                        |
|                    | Kawaharazuka 3' Wakabayashi 16' |      | Junior Negão 7' Buey 8' 19' Juninho 10' Menem 13' 21' Benjamin 17' Romário 24' 25' 27' Jorginho 33' | Árbitro(s): Joao Martins Pinto Correia | Árbitro(s): Joao Martins Pinto Correia |

### Final
| 15 de mayo de 2005 | Francia          | 3:3 (t. s.)(1:0 p.)        | Portugal                    | Copacabana Beach, Río de Janeiro |                                  |
|                    | Mendy 3' 17' 29' |                            | Madjer 24' Belchior 34' 35' | Árbitro(s): Carlos Manuel Robles | Árbitro(s): Carlos Manuel Robles |
|                    |                  | Tiros desde el punto penal |                             |                                  |                                  |
|                    | Ottavy           |                            | Alan                        |                                  |                                  |

|                             |
| Bandera de Francia          |
| Campeón Francia 1.er título |

## Premios
| Balón de Oro | Balón de Oro | Balón de Plata | Balón de Plata | Balón de Bronce | Balón de Bronce |
| ------------ | ------------ | -------------- | -------------- | --------------- | --------------- |
| Madjer       | Madjer       | Nenem          | Nenem          | Amarelle        | Amarelle        |
| Botín de Oro | Botín de Oro | Botín de Plata | Botín de Plata | Botín de Bronce | Botín de Bronce |
| Madjer       | Madjer       | Nenem          | Nenem          | Mendy           | Mendy           |
| 12 goles     | 12 goles     | 9 goles        | 9 goles        | 8 goles         | 8 goles         |
| Juego Limpio |              |                |                |                 |                 |
| Japón        |              |                |                |                 |                 |

## Goleadores
| 12 goles - Madjer 9 goles - Nenem 8 goles - Anthony Mendy 6 goles - Romário - Benjamin - Buru - Jairzinho Cardoso 5 goles - Belchior - Ricar - Alan | 4 goles - David - Parrillo - Juninho - Takeshi Kawaharazuka 3 goles - Yevgen Varenytsya - Amarelle - Dmytro Koryenyev - Oleksandr Pylypenko - Sergiy Bozhenko - Noel Sciortino - Junior Negão - Thierry Ottavy 2 goles - Bruno - Ricardo Francisco | 2 goles (cont.) - Alberto Acosta - Ezequiel Hilaire - Federico Hilaire - Martin - Nico - Seba - Victor Moroz - Jonas - Didier Samoun - Jean-Marc Edouard - Jorginho - Marinho - Masahito Toma 25 jugadores anotaron un gol Autogoles - Valeiro (ante Francia) |

## Posiciones Finales
| Pos. | Selección      |
| ---- | -------------- |
| 1    | Francia        |
| 2    | Portugal       |
| 3    | Brasil         |
| 4    | Japón          |
| 5    | Uruguay        |
| 6    | Ucrania        |
| 7    | España         |
| 8    | Argentina      |
| 9    | Australia      |
| 10   | Estados Unidos |
| 11   | Tailandia      |
| 12   | Sudáfrica      |